# Calais candezei
Calais candezei là một loài bọ cánh cứng trong họ Elateridae. Loài này được Murray miêu tả khoa học năm 1868.